# Ружина водица
Ружина водица (перс. گلاب) је ароматизована вода која се добија потапањем латица руже у води. Поред тога, то је хидросолни део дестилата ружиних латица, нуспроизвод производње ружиног уља за употребу у парфемима. Ружина водица се такође користи за ароматизирање хране, као компонента у неким козметичким и медицинским препаратима, као и у верске сврхе широм Азије и Европе.
Традиционални напитак Бошњака у Новом Пазару и околини је ђулсија, сок од ружиних латица, који се и данас може наћи у бројним новопазарским кафечајницама. Сируп од руже (не треба мешати са сирупом од шипка) је сируп направљен од ружине водице, уз додатак шећера. Gulkand у Јужној Азији је сирупасти пире од ружа.
Централни Иран је дом годишњег фестивала Golabgiri сваког пролећа. Хиљаде туриста посећују ову област како би прославили бербу ружа за производњу golâb-а (گلاب).  Иран даје 90% светске производње ружине водице.

## Историја
Од давнина, руже су се користиле у медицини, исхрани и као извор парфема.
Парфеми руже се праве од ружиног уља, такође званог attar ружа, које је мешавина испарљивих етеричних уља добијених дестилацијом згњечених латица ружа. Ружина водица је нуспроизвод овог процеса. Узгој различитог мирисног цвећа за добијање парфема, укључујући ружину водицу, можда је настао у Персији, где је била позната као гулаб (گلاب), од гул (گل цвет) и аб (آب вода). Термин је усвојен у средњовековном грчком као zoulápin. Процес стварања ружине водице дестилацијом воденом паром су оплеменили персијски хемичари у средњовековном исламском свету што је довело до ефикасније и економичније употребе за парфимеријску индустрију.

## Примене

### Храна
Ружина водица се понекад додаје лимунади. Често се додаје у воду да прикрије непријатне мирисе и укусе.
У јужноазијској кухињи, ружина водица је уобичајени састојак слаткиша као што су laddu, gulab jamun и peda. Такође се користи за ароматизирање млека, lassi-ја, пудинга од пиринча и других млечних јела.
У Малезији и Сингапуру слатка црвено обојена ружина водица се меша са млеком, чиме се добија слатко ружичасто пиће које се зове bandung.
Амерички и европски пекари су често користили ружину водицу све до 19. века, када је ванила постала популарна. 
У Ирану се додаје у чај, сладолед, колачиће и друге слаткише. Ружина вода се такође користи у неким сланим јелима или током парења персијског пиринча.
У блискоисточним кухињама, ружина водица се користи у разним јелима, посебно у слаткишима као што су ратлук, нугат и баклава. Марципан је дуго био ароматизован ружином водицом. На Кипру, Махалебова кипарска верзија позната као μαχαλεπι, користи ружину воду (ροδοσταγμα). Ружина водица се често користи као халал (дозвољена) замена за црно вино и друге алкохоле у кувању. Премијер лига нуди пиће на бази ружине водице као алтернативу за шампањац када награђује муслиманске играче. У складу са забраном конзумирања алкохола у исламским земљама, ружина водица се користи уместо шампањца на подијуму за Велику награду Бахреина и Велику награду Абу Дабија.

### Козметика
У средњовековној Европи, ружина водица се користила за прање руку за трпезом током гозби. Ружина водица је уобичајена компонента парфема. Топикални лек од ружине водице се повремено користи као емолијенс, а ружина водица се понекад користи у козметици за хладне креме, тонике и средства за прање лица.
Неки људи у Индији такође користе ружину водицу као спреј који се наноси директно на лице као парфем и хидратант, посебно током зиме.

### Религија
Ружина водица се користи у верским церемонијама хиндуизма, ислама, хришћанства (у источној православној цркви), зороастризма и вере Бахаи.

## Састав
Ружина водица се добија из чашица и латица руже Rosa × damascena дестилацијом воденом паром. Следеће монотерпеноидне и алканске компоненте се могу идентификовати гасном хроматографијом: највише цитронелол, нонадекан, гераниол и фенил етил алкохол, хеникозан, 9-нонадекен, икозан, линалол, цитронелил ацетат, метилеугенол, хептадекан, октадекан и пентакозан. Обично је фенилетил алкохол одговоран за типичан мирис ружине водице, али није увек присутан у производима од ружине воде.